# George Meredith
 (mars 2019).
Pour les articles homonymes, voir Meredith.
George Meredith (né le 12 février 1828 à Portsmouth et mort le 18 mai 1909 à Dorking) est un poète et romancier britannique.

## Biographie
Fils unique d'un tailleur de la marine, il devient orphelin de mère à l'âge de 5 ans. Il poursuit ses études secondaires (1842-1844) en Allemagne, à Neuwied, près de Cologne. Il commence à écrire dès lors qu'il est employé chez un avocat de Londres et se marie en 1849 avec la fille de l'écrivain satirique Thomas Love Peacock, Mary Ellen Nicholls, veuve de sept ans son aînée. Dans les années 1850, il publie des vers qui le font connaître, puis deux divertissements semi-parodiques, Shagpat rasé (1855) et Farina (1857). En 1856, il sert de modèle pour Thomas Chatterton dans le tableau Chatterton, d'Henry Wallis. L'infidélité de sa femme avec ce peintre en 1857 est à l'origine de son premier grand roman, L'Épreuve de Richard Feverel (1859). Suit en 1860 Evan Harrington évoquant son adolescence.
La même année, il devient lecteur chez l'éditeur Chapman and Hall tandis qu'il tient une chronique politique dans le Ipswich Journal. Un an après, en 1861, sa femme meurt, ce qui lui donne l'occasion de revenir sur ses amours trahies, dans un recueil de poèmes intitulé L'Amour Moderne (1862). Il se remarie en 1864 avec Marie Vulliamy, mariage heureux cette fois-ci. La même année, il publie Sandra Belloni (d'abord titré Émilia en Angleterre) et, en 1865, Rhoda Fleming. En 1866, il part pour l'Italie comme correspondant de guerre, envoyé par The Morning Post.
À son retour en 1868, il s'installe définitivement dans le Surrey, à Box Hill, où il écrit de nombreux poèmes et rédige ses œuvres les plus importantes :
- Les Aventures de Harry Richmond (1871)
- La Carrière de Beauchamp (1876)
- Le Cas du général Ople et de Lady Camper (1877)
- L'Égoïste (1879)
- Les Comédiens tragiques (1880)
- Diane de la croisée des chemins (1885)

## Style
George Meredith est un représentant du roman comico-social : il s'amuse à dépeindre les manières des gentlemen, icône de la société britannique. Il y dénonce l'hypocrisie des manières et des attitudes masculines, le snobisme, le pédantisme, les sentencieux, l'ignorance. Afin de pourfendre les défauts des apparences humaines, il utilise à bon escient le comique et déshabille ainsi l'époque victorienne des fausses vertus et de tout le fard qui la caractérisent. Oscar Wilde, dans son essai Le déclin du mensonge (The Decay of lying) déclare que Meredith est, avec Honoré de Balzac, son romancier préféré « Qui pourrait définir ce style... un chaos illuminé d'éclairs. »

## Œuvres

### Essais
- Essay on Comedy (1877)

### Romans
- The Shaving of Shagpat (1856)
- Farina (1857)
- The Ordeal of Richard Feverel (1859)
- Evan Harrington (1861)
- Emilia in England (1864), renommé Sandra Belloni en 1887
- Rhoda Fleming (1865)
- Vittoria (1867)
- The Adventures of Harry Richmond (1871)
- Beauchamp's Career (1875)
- The House on the Beach (1877)
- The Case of General Ople and Lady Camper (1877)
- The Tale of Chloe (1879)
- The Egoist (1879)
- The Tragic Comedians (1880)
- Diana of the Crossways (1885)
- One of our Conquerors (1891)
- Lord Ormont and his Aminta (1894)
- The Amazing Marriage (1895)
- Celt and Saxon (1910)

### Poèmes
- Poems (1851)
- Modern Love (1862)
- Poems and Lyrics of the Joy of Earth (1883)
- The Woods of Westermain (1883)
- A Faith on Trial (1885)
- Ballads and Poems of Tragic Life (1887)
- A Reading of Earth (1888)
- The Empty Purse (1892)
- Odes in Contribution to the Song of French History(1898)
- A Reading of Life (1901)
- Last Poems (1909)
- Lucifer in Starlight
- The Lark Ascending